# Accident de Matsukawa

L'accident de Matsukawa (松川事件, Matsukawa jiken) a lieu au Japon le 17 août 1949 lorsqu'un train de passager de la ligne principale Tōhoku déraille et se renverse à 3 h 09 du matin entre la gare de Kanayagawa (en) et la gare de Matsukawa (en) dans la préfecture de Fukushima, tuant trois des agents à son bord. Vingt personnes furent arrêtées et dix-sept furent condamnées en 1953 (dont quatre à la peine de mort), mais elles furent toutes acquittées en appel, et l'affaire est clôturée en 1970 sans avoir abouti.
L'accident fait partie des « trois grands mystères des chemins de fer japonais » survenus en 1949 avec l'accident de Shimoyama et l'accident de Mitaka, et pour lesquels il a été supposé, dans le contexte de la guerre froide et de l'occupation américaine, que les coupables seraient des membres du syndicat des travailleurs de la compagnie.

## Les faits et l'enquête
Le 17 août 1949, à 3 h 09, un mois après l'accident de Mitaka, un train de passager de la ligne Tōhoku tracté par une locomotive à vapeur classe C51 (en) déraille et se renverse partiellement tuant trois des agents à bord. Aucun des 412 passagers n'est blessé ou tué. Le site de l'accident est à l'entrée d'un virage précédent l'entrée en gare de Matsukawa. Les enquêteurs découvrent que les boulons et les écrous fixant la voie ferrée avaient été desserrés, et de nombreuses fixations des rails aux traverses avaient été enlevées, provoquant le déplacement de 13 m d'une section de 25 m lors de l'accident. Les enquêteurs découvrent également une clé de serrage et un levier dans un panier de riz non loin de la scène de crime. On suspecte immédiatement le syndicat des travailleurs de la compagnie ferroviaire, les ouvriers de l'usine locale Toshiba-Matsukawa, et le parti communiste japonais, en raison des récentes protestations contre des réductions de personnel. Dix travailleurs de l'usine de Matsukawa et dix agents du chemins de fer sont arrêtés et accusés de sabotage ayant provoqué la mort.

## Le procès
Durant le premier procès le 6 décembre 1950, les vingt accusés sont déclarés coupables, principalement en raison de leurs aveux extorqués par la force par la police lors des interrogatoires. Cinq des accusés sont condamnés à mort, cinq autres à la prison à perpétuité. Les dix autres sont condamnés à des peines allant de 3 ans et demi à 15 ans.
Au procès en appel le 22 décembre 1955, les accusés rétractent leurs aveux et proclament leur innocence. Trois d'entre eux sont innocentés, et les 17 autres sont de nouveau jugés coupables. Quatre sont condamnés à la peine de mort, et deux à la perpétuité.
La cause des accusés est défendue par l'auteur Kazuo Hirotsu qui écrit un essai dans la revue littéraire Chūōkōron, ce qui conduit de nombreux intellectuels importants à prendre cause pour eux, comme Yasunari Kawabata, Naoya Shiga, Saneatsu Mushanokōji, Seichō Matsumoto, Eiji Yoshikawa et d'autres. Le 10 août 1959, la Cour suprême du Japon demande un nouveau procès. Dans l'intervalle, il est révélé le fait qu'un document confirmant que l'alibi des accusés avait été caché par l'accusation lors des procès précédents. La clé de serrage trouvée sur la scène du crime n'était pas de la bonne taille et n'avait pas pu servir à dévisser les boulons de la voie. Le 8 août 1961, lors du nouveau procès, tous les accusés furent déclarés innocents. L'accusation a protesté contre cette décision mais le 12 septembre 1963, le verdict fut confirmé par la Cour suprême. Des poursuites judiciaires ont traînées jusqu'en 1970, lorsque les accusés ont finalement été indemnisés par le gouvernement japonais pour erreur judiciaire.

## Dans la fiction
Plusieurs films parlent de l'accident de Matsukawa, dont l'un de Satsuo Yamamoto de 1961 intitulé Matsukawa Jiken, avec Ken Utsui. Le coût de production de 45 millions de yen fut entièrement réuni par des dons.

## Archives
L’université de Fukushima conserve des archives liées à cet accident : des lettres de prison, du matériel ayant servi à prouver les alibis des accusés, des témoignages et lettres d'intellectuels, comme Naoya Shiga, le rapport des experts judiciaires, etc.